# Utsund
Utsund är en by i Avesta kommun, Folkärna socken. Utsunds färja är ett före detta färjeläge belägen vid Dalälvens södra strand där sjön Bäsingen har sitt inlopp.